# Adam Nourou
Adam Nourou (12 de diciembre de 2002) es un actor francés, conocido por su papel protagonista en Adú En 2021 ganó el Goya a mejor actor revelación. Es el primer actor negro en ganar un Goya.
Interpreta a Bilal en la serie Élite desde 2022.

## Filmografía

### Cine
| Año  | Título        | Papel                  | Notas         |
| ---- | ------------- | ---------------------- | ------------- |
| 2013 | Turf          | Niño de la fortuna     | Participación |
| 2015 | I'm All Yours | Compañero de Donnadieu | Participación |
| 2020 | Adú           | Massar                 | Protagonista  |

### Televisión
| Año  | Título | Papel | Notas                                          |
| ---- | ------ | ----- | ---------------------------------------------- |
| 2022 | Élite  | Bilal | Elenco principal (temporada 5–6); 11 episodios |

## Premios y nominaciones
| Año  | Premio                                              | Categoría              | Película | Resultado |
| ---- | --------------------------------------------------- | ---------------------- | -------- | --------- |
| 2021 | Medallas del Círculo de Escritores Cinematográficos | Actor revelación       | Adú      | Nominado  |
| 2021 | Premios Goya                                        | Mejor actor revelación | Adú      | Ganador   |